# Gemena
Gemena è una città ed un territorio della Repubblica Democratica del Congo, la città è il capoluogo della Provincia del Sud Ubangi. Secondo il censimento del 1984 aveva 63.052 abitanti, mentre stime del 2004 indicano 113.879 abitanti.
Si trova nel Congo settentrionale, lungo la Strada statale N6 del Congo che collega Libenge presso il confine con la Repubblica Centrafricana, con Dulia nel Basso Uele.
La città è servita dall'aeroporto Gemena (IATA: GMA, ICAO: FZFK).